# دوشوو
دوشوو (به بلغاری: Dushevo) یک منطقهٔ مسکونی در بلغارستان است که در سولیوو واقع شده‌است.